# 태양활동과 기후

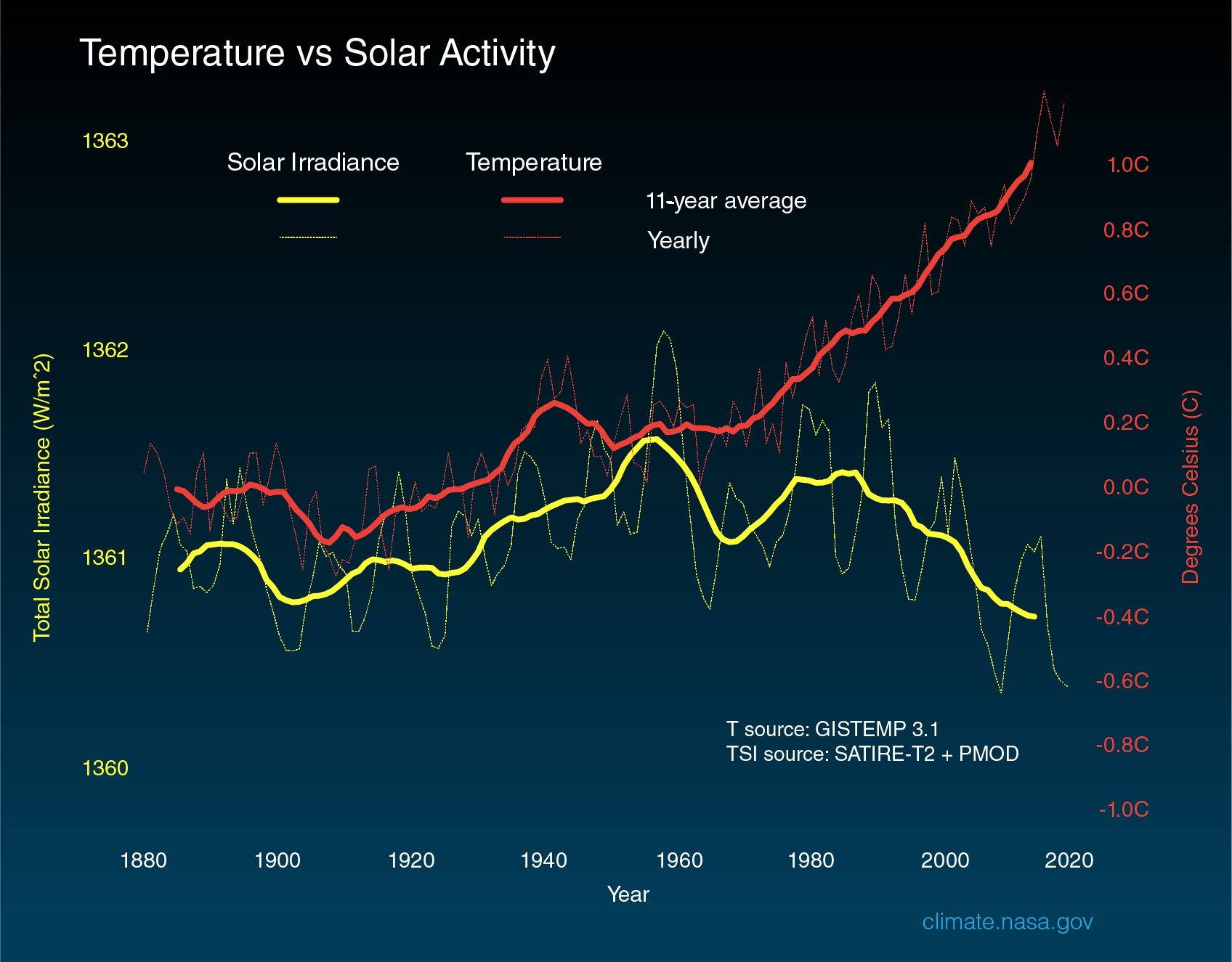
1880년부터의 태양복사조도(노랑)와 온도(빨강)를 그린 도표.

태양복사조도와 태양활동주기의 변화는 지질 시대에 해당하는 수십억 년 동안 기후 변화를 일으키는 주요 요인으로 작용해 왔다.
수천 년 가량의 시간 척도에서는 고기후학에서 측정한 동위 원소 함량비와, 태양활동과 직접 관계가 있는 우주선으로 인해 발생하는 동위 원소 함량비를 비교한다. 수백 년 가량의 시간 척도에서도 이 방법을 이용하긴 하나, 이 경우에는 흑점 관측과 기온 측정 기록을 비교하는 방법도 사용할 수 있으며, 이를 통해 기온 변화가 태양활동 변동 양상과 일치하지 않음을 밝힐 수 있다. 특히, 흔히 마운더 극소기로 인해 발생한 것으로 보는 소빙기의 주 원인은 태양활동이 아닌, 소빙기 화산활동이 더 큰 원인이었을 것으로 추정하고 있다. 최근 수십 년 간 태양 관측과 지구 기후 연구의 범위와 정밀도가 증가함에 따라, 최근의 지구 온난화는 태양에 의해 발생하는 것이 아님이 명백히 밝혀져 있다.

## 지질 시대
지구는 태양 성운에서 강착으로 인해 대략 45억 4000만 년 전 형성되었다. 지구는 다른 천체와의 빈번한 충돌로 인해 화산활동이 다수 발생했으며, 이 때 방출된 화산 가스는 모여 원시 대기를 이루었는데, 여기에 산소는 거의 존재하지 않아 현대 생물의 대부분은 생존할 수 없는 상태였다. 시간이 지나며 지구의 온도가 내려가자 고체 지각이 형성되었으며, 표면에 물이 존재할 수 있게 되었다.
약 30억 ~ 40억 년 전 태양의 밝기는 현재의 약 70% 가량이었으며, 이로 인해 당시 지구 대기의 구성성분이 현재와 같았다면 온도가 너무 낮아 모든 물이 얼었을 것이다. 하지만 명왕누대와 시생누대에 물이 액체 상태로 존재했다는 증거는 확실히 존재하며, 이 불일치를 어두운 젊은 태양 역설이라고 부른다. 이 현상을 설명하는 대표적인 가설은, 당시 대기의 구성 성분이 현재와 크게 달라, 더 많은 온실 기체가 있었다는 것이다.
40억 년에 걸쳐 태양의 에너지 방출량은 증가하였으며, 24억 년 전 산소 대폭발 사건으로 지구의 대기 조성 또한 크게 변화하였다. 태양은 약 50억 년 후 적색거성을 거쳐 백색왜성으로 진화할 것이며, 지구의 생명체는 이미 거성 단계에서 모두 사라질 것으로 추정하고 있다.

## 측정
태양복사조도는 1978년부터 인공위성을 통해 매우 정밀하게 관측하고 있다.:6 태양활동주기 11년 동안 총 태양복사조도는 ±0.1% 가량 변동하긴 하나, 1978년부터 관측한 결과 평균은 일정하게 유지되고 있다. 1970년대 이전의 태양복사조도는 나이태의 수, 흑점의 수, 10Be와 같은 동위 원소의 함량 등, 간접적인 요소를 이용해 추정한 후, 1978년 이후의 관측 결과와 일치하도록 조정하여 계산한다.

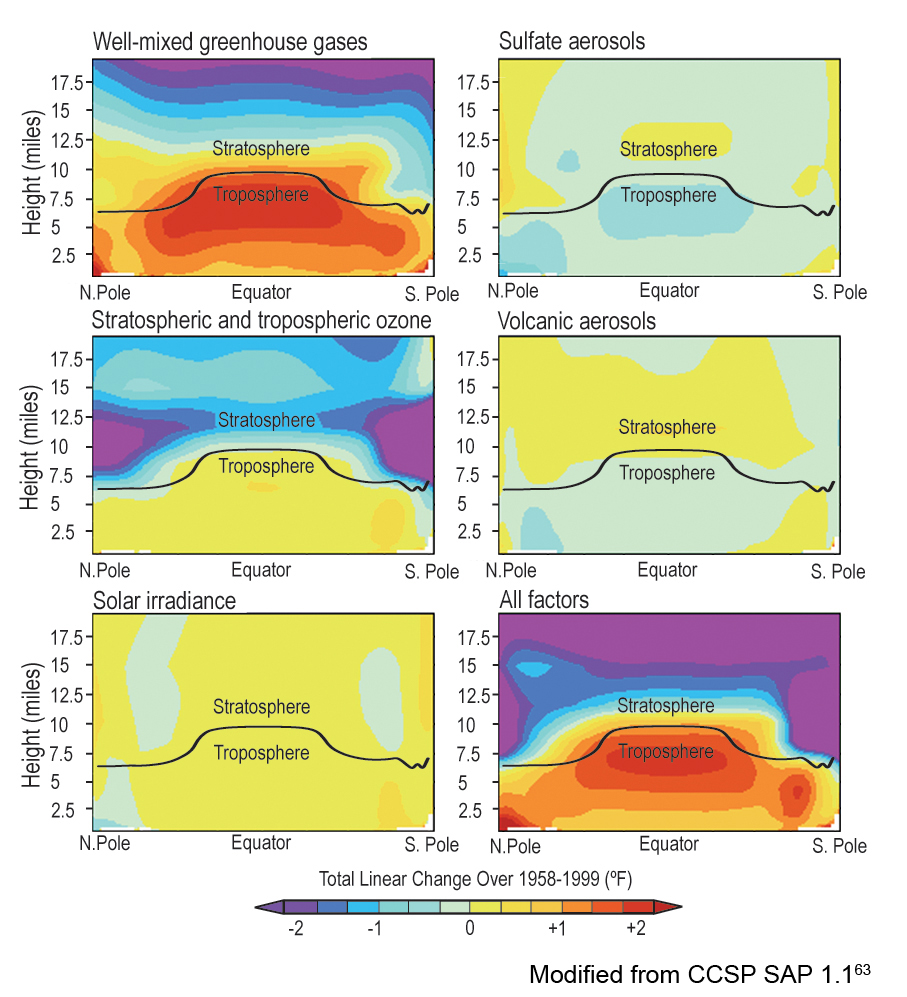
온실 기체, 태양복사조도 등 여러 요인의 영향을 고려한 시뮬레이션 결과로, 태양활동의 영향으로 발생하는 가열 현상은 현실에서 발생하는 온난화와 달리 균일하게 일어남을 보여주고 있다.

19번~24번 태양주기에서 보여지는 것과 같이, 1960년대 이후 태양활동은 감소하는 추세이며, 이 시기 최대 흑점의 수는 각각 201개, 111개, 165개, 159개, 121개, 82개로 줄어들고 있다. 1970년대부터 2000년대까지 기온이 약간 감소한 현상은 태양활동과 화산활동의 영향이 합쳐져서 나타나는 것으로 추정하고 있다. 2010년 한 연구에서는 태양 복사의 성분이 자외선은 증가하고 다른 파장 대역은 감소하는 변화가 일어났음을 알아내었다.

## 현대
현대로 올수록 태양활동의 변동 범위는 좁아져, 기후에 거의 영향을 주지 않고 있다. 여러 기후 모형에서는 태양과 화산 효과를 조합하여 기원후 1000~1900년 간의 기온 변화를 설명하고 있다.

### 홀로세
여러 고환경 연구에서는 태양활동 변화와 기후 사이의 상관관계를 찾으려고 시도하였으며, 특히 극지에서의 고기후 연구에서는 총 태양복사조도 변동과 기후 변동이 연관되어 있음을 밝혀내었다. 2001년 한 연구에서는 홀로세 동안 북대서양 기후에 큰 영향을 끼친, 약 1500년의 태양활동주기를 찾아내기도 하였다.

### 소빙기
1645년부터 1715년까지 있었던, 흑점이 거의 존재하지 않았던 마운더 극소기는 시기적으로 지구 기온이 내려간 16세기~19세기 소빙기와 일부 일치하기 때문에, 역사적으로 이 둘 사이가 연관이 있을 것이라고 보는 관점이 지배적이다.
1460년부터 1550년까지 있었던 스푀러 극소기는 기온이 급강하한 시기와 일치한다.
2010년에 출판된 한 논문에서는, 태양활동이 90년 간 감소한다면 평균 기온은 0.3 °C 가량 감소할 것인데, 이는 온실 효과로 인한 복사 강제를 상쇄하기에는 매우 부족한 양이라고 주장하였다.
2012년 한 연구에서는 소빙기의 원인을 "50년에 걸쳐 일어난, 황을 대규모로 방출한 대규모 화산 활동 4번"에 해당하는 소빙기 화산활동으로 보았으며, 이에 따라 소빙기를 설명하기 위해 태양복사조도의 변화를 가정할 필요가 없다고 주장하였다.

### 화석연료 시기
근대에 들어 태양 활동과 기후 사이의 관련성이 정량적으로 측정되었으며, 20세기 초부터 시작된 지구 온난화를 일으킨 주요 원인은 태양 활동이 아님이 밝혀져 있다. 특히, 20세기 후반의 온난화 현상을 재현하기 위해서는 인간 활동에 의한 영향을 반드시 고려해야 한다. 일부 연구에서는 20세기 온난화와, 태양활동주기에 따른 복사조도 변화의 관계를 찾기도 하였다.
태양활동이 기후에 영향을 주는 기작으로서 제안된 것은 세 가지가 있다.
- 태양복사조도 변화로 인한 기후의 직접적인 영향(복사강제): 현재까지 측정한 복사조도 변화량은 큰 효과를 일으키기에는 너무 작으며, 특별히 증폭시킬 수 있는 과정도 밝혀진 바 없기 때문에, 영향이 크지 않을 것으로 추정하고 있다.[28]
- 자외선 대역에서의 변화: 자외선 대역의 변동량은 총 태양복사조도 변동량보다 크므로, 자외선 대역에서 어떠한 불균형 효과가 있었다면 태양 복사가 더 컸을 수 있다.
- (태양풍에 의한 영향을 받는) 은하 우주선에 의한, 구름의 양 변화 등에 의한 효과.

기후 모형을 통한 계산에서는, 태양복사조도와 화산활동만을 고려하면 최근 일어난 급격한 온난화 현상을 재현할 수 없었다. 2007년 한 연구에서는 온실 기체로 인한 복사강제 효과가 20세기 중반부터의 온난화를 일으켰을 가능성이 매우 높다고 보는 동시에, 기존 연구에서 태양의 복사강제 효과를 과소평가했을 가능성도 있다고 지적하였다.
태양활동의 영향이 적다는 주장에 대한 다른 증거로는 지구 대기의 층별로 온도가 변화하는 양상을 관측한 결과가 제시되었다. 기온을 측정한 결과 온실 기체로 인해 대류권의 기온은 증가하나, 성층권의 기온은 감소함이 밝혀졌는데, 이는 성층권의 오존층이 화학적 냉매로 인해 고갈되며 나타나는 현상이다. 만약 온난화의 원인이 태양과 관련이 있었다면, 대류권과 성층권의 온도가 동시에 증가하며 오존의 농도도 같이 올라가야 한다.

### 증거
태양활동과 기후 사이의 관련성을 평가하는 과정에는 여러 증거가 포함된다.

#### 흑점

1850년부터의 CO_{2} 농도, 기온, 흑점의 수를 그린 도표.

초기 연구에서는 기상 현상과 흑점 활동 사이의 상관을 찾으려고 시도했으나, 대부분 성공을 거두지 못했다. 이후 연구는 태양과 전지구적 기온과의 상관을 찾는 방향으로 바뀌었다.

#### 복사조도

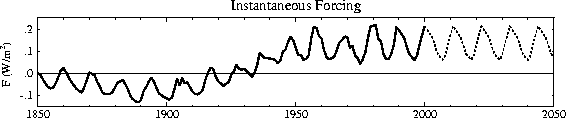
NASA GISS 기후 모형에서 사용한, 1850년~2050년 간의 태양의 복사강제. 2000년 이후의 변동 형태는 가장 최근의 변동 형태를 그대로 사용하였다.

태양이 기후에 주는 영향을 연구하기 위해서는 태양의 복사강제 효과를 정확히 이해하는 것이 중요하다. 정밀한 측정은 1970년대 말 인공위성이 본격적으로 등장하며 시작되었으며, 이마저도 초기에는 장비의 민감도나 조정 문제로 인해 연구팀이 다르면 값이 다르게 나올 정도로 논란의 여지가 다분했다. 한 연구에서는 1980년~2000년 동안 태양의 광도 변화는 거의 없었다고 주장했으나, 반대로 1987년 이후 복사강제가 지속적으로 감소하였다는 연구 결과도 있었다.
2001년 기후변화에 관한 정부간 협의체(IPCC) 제3차 평가 보고서(TAR)에서는 근대의 태양활동 변동에 의한 영향을 측정한 결과는 온실 기체에 의한 효과에 비해 매우 작다고 결론지었으며, 이와 동시에 태양활동 변동에 대한 과학적 이해 수준이 낮다는 사실도 인정하였다.
장기간에 걸친 태양복사조도 변동 예상치는 제3차 평가 보고서 이후 감소하는 경향을 보이고 있으나, 대류권의 교란을 수치화한 결과에 따라 복사강제 자체가 기후에 영향을 줄 수 있다는 주장에는 신빙성이 더해지고 있다. 현재는 총 태양복사조도에 의한 직접적 강제 효과와, 성층권과 자외선 간 상호작용에 의한 간접적 강제 효과가 영향이 제일 크다고, 은하 우주선에 의한 효과는 제일 작을 것이라고 보고 있다.
2002년 한 연구에서는 11년 주기 등 태양활동에 의한 기후 변화에 대한 수치적 증거가 쌓여가고 있으며, 실제로 복사조도가 장기간에 걸쳐 변화하지 않더라도 추계학적 요인에 의해 현재 지구의 태양활동 흔적이 남아 있을 수 있어, 장기간에 걸친 기후 변화는 태양활동을 따라가는 것으로 보일 수 있으나, 기후에 대한 복사강제 효과는 배경 요소를 제외하면 크기 정도로 5 가량 감소하게 되며, 이는 20세기에 진행된 일반순환모형 시뮬레이션에서 태양복사조도 변동을 과대평가했다는 것을 시사한다고 주장하였다. 2006년 이 연구를 검토한 결과에서는 태양의 밝기가 기후에 주는 영향은 상대적으로 적으며, 장기간에 걸쳐 태양의 에너지 출력이 크게 변화할 가능성도 낮다고 보았다. 2007년의 한 연구에서는 산업혁명 전 지구의 기후와 태양 사이에 있던 관계가 20세기 전반에 영향을 주었을 가능성은 있으나, 지난 20년 간에는 평균 기온 상승 현상과 태양 활동은 서로 정반대 양상을 보인다고 지적하였다. 지자기를 이용해 태양과 기후의 관련성을 조사한 연구에서는, 흑점과 지자기 활동 간의 관계는 찾을 수 있었으나, 평균 기온은 흑점의 수나 지자기 활동 사이에서 어떤 관계도 찾을 수 없었다.
2009년 한 연구에서는 태양 복사강제에 의한 온난화 기여율은 20세기를 통틀어 7 ± 1% 정도이며, 1980년 이후부터는 무시할 수 있을 수준이라고 보았는데, 다른 연구에서는 이를 반박하며 복사강제가 큰 영향이 있다고 주장하였다. 이 주장에 따라 특정 시점에서의 기후와 복사강제 재현 결과를 계산하면, 산업혁명 전 복사조도 변동이 큰 기후 모형이 제일 현실적이며, 이 때 총 태양복사조도 자체의 변동은 거의 없게 된다. 이 경우 1900년 이후 온난화에 태양이 기여한 정도는 50%가 넘는다.

#### 반구 및 위도
북반구는 남반구보다 더 빠르게 가열되고 있는데, 이는 현재 지구가 남반구의 여름에 태양과 가장 가깝다는 사실과 정반대이다. 특히 남반구는 북반구에 비해 땅이 적고 바다가 더 많아, 반사율이 더 높아 빛을 더 많이 흡수한다. 또한 극 지방이 태양 에너지를 제일 적게 받으나, 북극 지방이 북반구 중위도에 비해 가열이 더 심하다.

#### 고도
태양의 복사강제 효과에 의하면 고도에 관련 없이 거의 균일하게 가열이 이루어지게 되며, 파장에 따라서만 세부적인 차이가 생긴다. 하지만 실제 지구의 대기는 아래가 더 뜨겁고 위로 갈수록 차가워지는데, 이는 금성의 대기처럼 온실 기체에 의한 가열이 발생할 경우 나타나는 현상이다.

#### 기상
파라나강이나 포강 등의 사례처럼 태양활동이 지역의 기후에 영향을 줄 수도 있다. NASA SORCE 위성의 측정 결과 태양의 자외선 변동이 총 태양복사조도 변동보다 컸다. 기후 모형에 따른 계산 결과에서는 태양 활동이 적을 경우, 미국과 유럽 북부의 기온이 내려가고, 캐나다와 유럽 남부의 기온이 올라가나, 전지구 기온 평균에는 큰 변화가 없을 가능성이 나타나기도 하였다. 더 큰 범위에서 태양활동주기와 엘니뇨 등 국부적 사건 간의 연관성이 있다고 보기도 한다. 태양활동 주기의 2배(22년)와 미국 동부 해안에서 겨울에 기온이 급상승하는 현상 사이에 관련이 있을 가능성도 제기되었다.

#### 구름 응집
유럽 입자 물리 연구소의 CLOUD 설비에서는 고에너지 방사선이 공기 중 입자를 뭉치게 하는 효과를 실험함으로서, 우주선과 구름 응집핵 사이의 관계를 검증하고자 하였으나, 결과적으로 우주선의 변화를 통해 기후가 변화하는 정도는 미미한 것으로 드러났다.
1983년부터 1994년까지 국제 위성 구름 기후 프로젝트(ISCCP)에서 수집한 구름 형성 자료는 은하 우주선과 큰 관련을 보였다. 당초 연구 결과에서는, 11년 및 22년 태양활동주기에 따라 구름의 양이 3~4% 가량 변화하였으며, 이와 반평행인 주기에서는 은하 우주선이 증가하였다. 여러 연구에서 은하 우주선이 위도가 50° 이상인 곳에서 비례 관계를, 저위도에서는 반비례 결과를 보였다. 하지만 학계 일부에서는 이 연관성을 통계적으로 유의미하다고 보지 않으며, 일각에서는 은하 우주선보다 자외선 등 다른 태양활동의 변화가 원인이라고 추정하고 있다. 이에 대한 연구는 은하 우주선이 변화할 때 태양활동도 동시에 변화하며, 기후의 여러 요소는 작용과 반응 사이에 어느 정도 시간이 걸린다는 문제가 있어 어려움을 겪고 있다.

## 역사적 관점
물리학자 스펜서 워트는 2003년 자신의 저서에 다음과 같은 말을 남겼다.
(흑점) 주기 연구는 20세기 전반 동안 전체적으로 인기가 높았다. 여러 정부 기관은 갖고 놀 수 있는 많은 기상 자료를 모았고 필연적으로 사람들은 흑점 주기와 특정 기상 현상과의 상관관계를 찾아냈다. 만약 잉글랜드의 폭우가 주기와 맞지 않는다면, 뉴잉글랜드의 폭풍과는 관계가 있을지도 모른다. 훌륭한 과학자와 열정적인 아마추어는 예측을 할 수 있을 정도로 확실하게 패턴을 찾아냈다고 주장했다. 머지않아 모든 예측은 실패했다. 대표적인 예시는 1930년대 초 흑점 극소기 아프리카가 건기로 접어들 것이라는 예측이었다. 이 시기가 우기로 밝혀지자, 한 기상학자는 이후 "특히 자기 상사가 당황하는 것을 본 영국 기상학자 사이에서, 흑점과 날씨 간의 관계는 논쟁으로 접어들었다"고 회상하였다.

## 같이 보기
- 복사강제력
- 태양활동주기
- 우주 기후